# Tour de Utah de 2015
A 11.ª edição do Tour de Utah (oficialmente: Larry H. Miller Tour of Utah) celebrou-se entre 3 e 9 de agosto de 2015 com início na cidade de Logan e final na cidade de Park City no estado de Utah nos Estados Unidos. A corrida consistiu de 7 etapas sobre uma distância total de 1 142,5 km.
A corrida fez parte do circuito UCI America Tour de 2015 dentro da categoria 2.1 e foi vencida pelo ciclista estadounidense Joe Dombrowski da equipa Cannondale-Garmin. O pódio completaram-no o ciclista canadiano  Michael Woods da equipa Optum-Kelly Benefit Strategies e o ciclista estadounidense Brent Bookwalter da equipa BMC Racing.

## Equipas participantes
Tomaram a partida um total de 16 equipas, dos quais 3 foram de categoria UCI World Team, 5 Profissional Continental e 8 Continentais, quem conformaram um pelotão de 121 ciclistas dos quais terminaram 100.
| Equipes WorldTeam (3)- BMC Racing Team - Cannondale-Garmin - Trek Factory Racing Equipes profissionais Continentais (5)- Bardiani CSF - Colombia - Drapac - MTN-Qhubeka - UnitedHealthcare Equipes Continentais (8)- Airgas-Safeway - Axeon - Budget Forklifts - Hincapie Racing - Jamis-Hagens Berman - Jelly Belly-Maxxis - Optum-Kelly Benefit Strategies - SmartStop |
| |

## Percorrido
A corrida consistiu de 7  etapas.
| Etapa | Data   | Percurso                                        | type            | Distância (km) | Vencedor       | Líder geral    |
| ----- | ------ | ----------------------------------------------- | --------------- | -------------- | -------------- | -------------- |
| 1     | 3 ago. | Logan – Logan                                   | etapa escarpada | 212,5          | Kiel Reijnen   | Kiel Reijnen   |
| 2     | 4 ago. | Tremonton – Ogden                               | etapa escarpada | 161,8          | Jure Kocjan    | Kiel Reijnen   |
| 3     | 5 ago. | Ilha de Antelope – Bountiful                    | média montanha  | 176,5          | Logan Owen     | Kiel Reijnen   |
| 4     | 6 ago. | Soldier Hollow – Heber Valley                   | média montanha  | 205,2          | Eric Young     | Jure Kocjan    |
| 5     | 7 ago. | Salt Lake City – Salt Lake City                 | média montanha  | 89,1           | Michael Woods  | Michael Woods  |
| 6     | 8 ago. | Salt Lake City – Snowbird Ski and Summer Resort | alta montanha   | 177,7          | Joe Dombrowski | Joe Dombrowski |
| 7     | 9 ago. | Park City – Park City                           | alta montanha   | 78             | Lachlan Norris | Joe Dombrowski |

## Classificações
As classificações finalizaram da seguinte forma:

### Classificação geral
| \| Classificação geral \| Classificação geral \| Classificação geral \| Classificação geral \| Classificação geral \| \| Ciclista \| Ciclista \| Equipe \| Tempo \| \| \| ------------------- \| ---------------------- \| ------------------------------ \| ------------------- \| ------------------- \| \| 1. \| Joe Dombrowski \| Cannondale-Garmin \| 28h06m48s \| \| \| 2. \| Michael Woods \| Optum-Kelly Benefit Strategies \| + 50s \| \| \| 3. \| Brent Bookwalter \| BMC Racing Team \| + 1m05s \| \| \| 4. \| Fränk Schleck \| Trek Factory Racing \| + 1m07s \| \| \| 5. \| Chris Horner \| Airgas-Safeway Cycling \| + 1m09s \| \| \| 6. \| Lachlan Norris \| Drapac Professional Cycling \| + 1m12s \| \| \| 7. \| Natnael Berhane \| MTN-Qhubeka \| + 1m22s \| \| \| 8. \| Daniel Felipe Martínez \| Colombia \| + 1m41s \| \| \| 9. \| Robbie Squire \| Hincapie Racing \| + 1m46s \| \| \| 10. \| Lachlan Morton \| Jelly Belly-Maxxis \| + 1m50s \| \| |                        |                                |           |
| |                        |                                |           |
| Fontes: ProCyclingStats Cycling Archives |                        |                                |           |
| Classificação geral |                        |                                |           |
| Ciclista | Ciclista               | Equipe                         | Tempo     |
| 1. | Joe Dombrowski         | Cannondale-Garmin              | 28h06m48s |
| 2. | Michael Woods          | Optum-Kelly Benefit Strategies | + 50s     |
| 3. | Brent Bookwalter       | BMC Racing Team                | + 1m05s   |
| 4. | Fränk Schleck          | Trek Factory Racing            | + 1m07s   |
| 5. | Chris Horner           | Airgas-Safeway Cycling         | + 1m09s   |
| 6. | Lachlan Norris         | Drapac Professional Cycling    | + 1m12s   |
| 7. | Natnael Berhane        | MTN-Qhubeka                    | + 1m22s   |
| 8. | Daniel Felipe Martínez | Colombia                       | + 1m41s   |
| 9. | Robbie Squire          | Hincapie Racing                | + 1m46s   |
| 10. | Lachlan Morton         | Jelly Belly-Maxxis             | + 1m50s   |

### Classificação por pontos
| Classificação por pontos | Classificação por pontos | Classificação por pontos       | Classificação por pontos | Classificação por pontos |
| Ciclista                 | Ciclista                 | Equipe                         | Pontos                   |                          |
| ------------------------ | ------------------------ | ------------------------------ | ------------------------ | ------------------------ |
| 1.                       | Brent Bookwalter         | BMC Racing Team                | 44 pts                   |                          |
| 2.                       | Kiel Reijnen             | UnitedHealthcare               | 36 pts                   |                          |
| 3.                       | Dion Smith               | Hincapie Racing                | 33 pts                   |                          |
| 4.                       | Sonny Colbrelli          | Bardiani CSF                   | 32 pts                   |                          |
| 5.                       | Robin Carpenter          | Hincapie Racing                | 27 pts                   |                          |
| 6.                       | Lachlan Norris           | Drapac Professional Cycling    | 20 pts                   |                          |
| 7.                       | Logan Owen               | Axeon                          | 20 pts                   |                          |
| 8.                       | Edwin Ávila              | Colombia                       | 19 pts                   |                          |
| 9.                       | Alex Howes               | Cannondale-Garmin              | 16 pts                   |                          |
| 10.                      | Michael Woods            | Optum-Kelly Benefit Strategies | 15 pts                   |                          |

### Classificação da montanha
| Classificação da montanha | Classificação da montanha | Classificação da montanha      | Classificação da montanha | Classificação da montanha |
| Ciclista                  | Ciclista                  | Equipe                         | Pontos                    |                           |
| ------------------------- | ------------------------- | ------------------------------ | ------------------------- | ------------------------- |
| 1.                        | Gregory Daniel            | Axeon                          | 41 pts                    |                           |
| 2.                        | Joey Rosskopf             | BMC Racing Team                | 31 pts                    |                           |
| 3.                        | Johann van Zyl            | MTN-Qhubeka                    | 29 pts                    |                           |
| 4.                        | Dion Smith                | Hincapie Racing                | 16 pts                    |                           |
| 5.                        | Flavio de Luna            |                                | 15 pts                    |                           |
| 6.                        | Robin Carpenter           | Hincapie Racing                | 14 pts                    |                           |
| 7.                        | Michael Woods             | Optum-Kelly Benefit Strategies | 14 pts                    |                           |
| 8.                        | Benjamin King             | Cannondale-Garmin              | 14 pts                    |                           |
| 9.                        | Joe Dombrowski            | Cannondale-Garmin              | 12 pts                    |                           |
| 10.                       | Rob Britton               | SmartStop                      | 12 pts                    |                           |

### Classificação dos jovens
| Classificação dos jovens | Classificação dos jovens | Classificação dos jovens | Classificação dos jovens | Classificação dos jovens |
| Ciclista                 | Ciclista                 | Equipe                   | Tempo                    |                          |
| ------------------------ | ------------------------ | ------------------------ | ------------------------ | ------------------------ |
| 1.                       | Daniel Felipe Martínez   | Colombia                 | 28h08m29s                |                          |
| 2.                       | Lachlan Morton           | Jelly Belly-Maxxis       | + 9s                     |                          |
| 3.                       | Tao Geoghegan Hart       | Axeon                    | + 2m44s                  |                          |
| 4.                       | Dion Smith               | Hincapie Racing          | + 4m29s                  |                          |
| 5.                       | Brendan Canty            | Budget Forklifts         | + 4m41s                  |                          |
| 6.                       | Robin Carpenter          | Hincapie Racing          | + 5m35s                  |                          |
| 7.                       | Kilian Frankiny          | BMC Development          | + 13m01s                 |                          |
| 8.                       | Ruben Zepuntke           | Cannondale-Garmin        | + 14m40s                 |                          |
| 9.                       | Manuel Senni             | BMC Racing Team          | + 15m25s                 |                          |
| 10.                      | Nicolae Tanovitchii      | Jelly Belly-Maxxis       | + 19m46s                 |                          |

### Classificação por equipas
| Classificação por equipes | Classificação por equipes | Classificação por equipes | Classificação por equipes |
| Equipe                    | Equipe                    | Tempo                     |                           |
| ------------------------- | ------------------------- | ------------------------- | ------------------------- |
| 1.                        | Colombia                  | 1h24m29s                  |                           |
| 2.                        | BMC Racing Team           | + 4m13s                   |                           |
| 3.                        | Hincapie Racing           | + 6m17s                   |                           |
| 4.                        | SmartStop                 | + 13m53s                  |                           |
| 5.                        | Cannondale-Garmin         | + 20m47s                  |                           |
| 6.                        | Jelly Belly-Maxxis        | + 24m05s                  |                           |
| 7.                        | Axeon                     | + 28m56s                  |                           |
| 8.                        | Drapac                    | + 30m33s                  |                           |
| 9.                        | Bardiani CSF              | + 31m37s                  |                           |
| 10.                       | Trek Factory Racing       | + 35m09s                  |                           |